# Ланг, Кристоф
Кри́стоф Ланг (нем. Christoph Lang; род. 7 января 2002, Дойчландсберг, Штирия) — австрийский футболист, нападающий клуба «ЛАСК».

## Клубная карьера
Ланг — воспитанник клубов «СВ Лейбох» и «Штурм». 23 июля 2021 года в матче против «Ред Булл Зальцбург» он дебютировал в австрийской Бундеслиге в составе последнего. 6 августа 2022 года в поединке против «Рида» Кристоф забил свой первый гол за «Штурм». В начале 2023 года Ланг на правах аренды перешёл в «Рид». 12 февраля в матче против «Хартберга» он дебютировал за новую команду. 18 февраля в поединке против ЛАСКа Кристоф забил свой первый гол за «Рид». 
Летом 2023 года Ланг был арендован клубом «Хартберг». 29 июля в матче против «Асутрии Лустенау» он дебютировал за новую команду. 6 августа в поединке против «Блау-Вайсс» Кристоф забил свой первый гол за «Хартберг». 